# Ginástica nos Jogos Pan-Americanos de 1963
A ginástica nos Jogos Pan-americanos de 1963 foi realizada na cidade de São Paulo, no Brasil, novamente com as provas da ginástica artística feminina e masculina.

## Eventos
- Individual geral masculino
- Equipes masculino
- Solo masculino
- Barra fixa
- Barras paralelas
- Cavalo com alças
- Argolas
- Salto sobre a mesa masculino
- Individual geral feminino
- Salto sobre a mesa feminino
- Barras assimétricas
- Trave
- Solo feminino

## Medalhistas
Masculino
| Evento           | Ouro            | Prata          | Bronze                     |
| Equipe           | Estados Unidos  | Canadá         | Cuba                       |
| Individual geral | Wilhelm Weiler  | Don Tonry      | Jay Werner                 |
| Argolas          | Jay Ashmore     | Abie Grossfeld | Wilhelm Weiler Nino Marion |
| Barra fixa       | Abie Grossfeld  | Wilhelm Weiler | Jay Werner                 |
| Barras paralelas | Don Tonry       | Wilhelm Weiler | Garland O'Quinn            |
| Cavalo com alças | Garland O'Quinn | Wilhelm Weiler | Richard Montpetit          |
| Salto            | Wilhelm Weiler  | Jay Werner     | Don Tonry                  |
| Solo             | Wilhelm Weiler  | Hector Ramírez | Don Tonry                  |

Feminino
| Evento              | Ouro            | Prata                       | Bronze            |
| Equipe              | Estados Unidos  | Canadá                      | Cuba              |
| Individual geral    | Doris Fuchs     | Dale McClements Avis Tieber | nenhuma           |
| Barras assimétricas | Doris Fuchs     | Dale McClements             | Yolanda Williams  |
| Trave               | Doris Fuchs     | Dorothy Haworth             | Gail Daley        |
| Salto               | Dale McClements | Avis Tieber                 | Kathleen Corrigan |
| Solo                | Avis Tieber     | Susan McDonnell             | Kathleen Corrigan |

## Quadro de medalhas
| Ordem | País           | Medalha de ouro | Medalha de prata | Medalha de bronze |    |
| ----- | -------------- | --------------- | ---------------- | ----------------- | -- |
| 1     | Estados Unidos | 13              | 10               | 9                 | 32 |
| 2     | Canadá         | 1               | 3                | 2                 | 6  |
| 3     | Cuba           | 0               | 1                | 3                 | 4  |
| TOTAL | TOTAL          | 14              | 14               | 14                | 42 |